# 忙哥帖木儿 (元朝)
忙哥帖木儿（?—?），元朝大臣，元顺帝时中书参知政事。
元顺帝至正十八年（1358年）忙哥帖木儿被任命为参知政事。至正二十年（1360年），升任为中书省右丞，率军镇压红巾军，九月初一乙卯朔，遣参知政事也先不花谕孛罗帖木儿、察罕帖木儿不要越境相攻。九月初八壬戌，红巾军攻陷孟州及赵州。九月十九癸未，红巾军犯上都，右丞忙哥帖木儿败绩。 